# Hexatoma cisatlantica
Hexatoma cisatlantica är en tvåvingeart som beskrevs av Alexander 1937. Hexatoma cisatlantica ingår i släktet Hexatoma och familjen småharkrankar. Inga underarter finns listade i Catalogue of Life.